# إدوارد كريغر
إدوارد كريغر (بالألمانية: Eduard Krieger)‏ (مواليد 16 ديسمبر 1946) هو لاعب كرة قدم. يلعب مع منتخب النمسا لكرة القدم. سبق له أن لعب في كأس العالم لكرة القدم مع منتخب بلاده.

## روابط خارجية
- إدوارد كريغر على موقع الاتحاد الدولي (مؤرشف)  (الإنجليزية)
- إدوارد كريغر على موقع قاعدة بيانات كرة القدم.إي يو (الإنجليزية)
- إدوارد كريغر على موقع ناشيونال فوتبول تيمز (الإنجليزية)
- إدوارد كريغر على موقع عالم كرة القدم.نت (الإنجليزية)